# فرانس پیترز
فرانس پیترز (انگلیسی: Frans Peeters؛ زادهٔ ۳۰ اوت ۱۹۵۶) تیرانداز اهل بلژیک است.